# ديفيد ويليام سميث
ديفيد ويليام سميث هو سياسي كندي، ولد في 30 ديسمبر 1938 في سارنيا في كندا. حزبياً، نشط في الحزب الليبرالي في أونتاريو ‏. وقد انتخب عضو برلمان مقاطعة أونتاريو.